# Frontière linguistique bretonne

En couleur, la répartition des différents dialectes de la langue bretonne. En gris, zone actuelle de langue gallèse. Mais le français est la langue majoritaire des habitants dans les deux zones

La frontière linguistique bretonne est la frontière linguistique entre la Bretagne de langue bretonne et la Bretagne de langue française et gallèse. L'existence de cette frontière linguistique a conduit à différencier la Basse-Bretagne, bretonnante, de la Haute-Bretagne, francophone et gallésante.
La limite orientale d'utilisation du breton, au IXe siècle, se situe aux portes de Nantes et de Rennes. Elle a ensuite reculé inexorablement au profit du gallo et du français, se déplaçant progressivement vers l'ouest le long d'une ligne Binic-Guérande. La frontière peut actuellement être tracée le long d'une ligne allant de Plouha à Rhuys. L'unification linguistique de la France, achevée au sortir de la Seconde Guerre mondiale, a rendu quelque peu caduc l'aspect linguistique de la distinction entre Haute et Basse-Bretagne, bien que de nombreuses personnes la considèrent encore valide sur le plan culturel.

## Frontière entre Haute et Basse-Bretagne
L'existence de deux Bretagne linguistiquement distinctes est attestée de bonne heure. Au XVe siècle, la chancellerie pontificale, qui demandait au clergé de parler la langue de ses ouailles, distingue la Brittania gallicana et la Brittannia britonizans. La limite est régulière et frappe les observateurs par la netteté de son tracé : pour Gilbert Villeneuve, qui parle de la Basse-Bretagne, « il n'y a absolument aucune nuance : on parle bas-breton, ou on ne le parle pas, point d'intermédiaire ». Quant à l'historien Pitre-Chevalier, il n'hésitait pas, en 1845, à qualifier cette frontière de « Grande Muraille de Chine » de l'idiome breton.  Cette frontière n'était toutefois pas aussi nettement tranchée, puisqu'il y avait quelques enclaves francophones à l'Ouest et de tout aussi rares enclaves bretonnantes à l'Est. Par ailleurs, les villes de Bretagne occidentale étaient déjà partiellement francisées au XIXe siècle, voire presque entièrement étrangères au breton comme Brest. 
Cette frontière entre Basse et Haute-Bretagne distinguait deux régions étrangères l'une à l'autre, que tout semblait séparer. Pour Alfred de Courcy, en 1840 : « il y a tant de radicales différences entre la haute et la basse Bretagne qu'il faut des mots divers pour les désigner (…). La langue constitue la plus notable différence; une ligne tracée de l'embouchure de la Vilaine à Châtel-Audren séparerait assez bien les deux parties de la province : en deçà de cette ligne, on n'entend parler que le français ou un patois bâtard; mais le paysan de Basse-Bretagne a conservé l'antique idiome des Celtes ». Courcy précise toutefois que seule la paysannerie a conservé le parler celtique, les citadins sont bilingues et les riches paysans prennent l'habitude de placer leurs enfants dans des pensionnats pour y apprendre le français. En 1913, André Siegfried écrit dans son Tableau politique de la France de l’Ouest sous la Troisième République : « Pour trouver la vraie Bretagne, la seule qui soit vraiment digne de ce nom, il faut arriver à la Bretagne bretonnante ou Basse-Bretagne ». 
Jusqu'en 1945, les habitants de la Haute-Bretagne francophone disaient se rendre « en pays Berton » (breton) lorsqu'ils traversaient la frontière linguistique, là où vivaient les « Bertons ». En gallo, on parle de Bertons et de Bertèayne. De leur côté, les bretonnants désignaient les habitants de Haute-Bretagne par le terme Gallaoued, ce qui signifie « francophones » en breton. Cependant, depuis que le français est devenu la langue majoritaire et commune de l'ensemble de la Bretagne, il n'y a plus d'obstacle à l'intercompréhension entre l'Est et l'Ouest de la région, ou avec le reste de la France.
Aujourd'hui, la frontière linguistique bretonne sert encore de référence pour marquer le passage d'une zone romane à une zone bretonnante, où la toponymie, les traditions et la culture sont différentes. L'historien Hervé Abalain note cependant que la zone bretonnante est bilingue français-breton depuis longtemps et que le breton y est même minoritaire depuis 1960, ce qui remet en question la pertinence de l'idée de frontière linguistique. Cette perception de la Bretagne comme profondément duale est cependant toujours répandue : pour Yves Le Gallo, la Basse-Bretagne et la Haute-Bretagne vivent « plus juxtaposées qu'associées ». Quant au géographe Pierre Flatrès, il affirme en 1998 que « les vrais Bretons se trouvent en Basse-Bretagne ». Pour Fañch Broudic, cette frontière linguistique n'est plus qu'une frontière évanescente, mais elle reste ressentie comme une véritable frontière par les Bretons.

## Étapes du glissement de la frontière

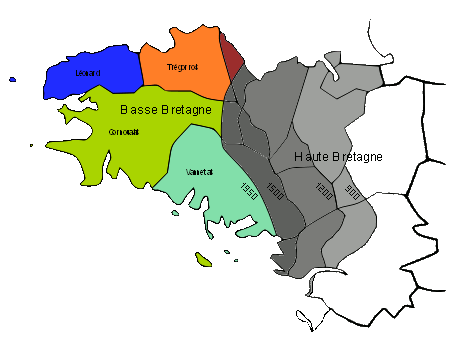
Évolution du glissement vers l'Ouest de la frontière linguistique entre l'an 900 et le XXe siècle.

Cette limite linguistique, qui définit toujours la frontière entre Basse et Haute-Bretagne, a fluctué depuis l'émigration bretonne en Armorique au profit du vieux français, du gallo puis du français. 
Au IXe siècle, le breton est parlé jusqu'à Dol-de-Bretagne, Montfort-sur-Meu, Blain et Donges, laissant notamment Rennes et Nantes en zone strictement romane. Au XIIe siècle, le breton a reculé jusqu'à Dinan au Nord et Pornichet au Sud. Néanmoins, cette frontière ancienne ne ressemble pas à celle du XIXe siècle, et l'on peut observer des populations de langues romanes en zone bretonne, ou vice et versa. 
Erwan Vallerie distingue plusieurs étapes dans le glissement de la frontière linguistique du Xe siècle au XVe siècle : 
- Dans les zones les plus orientales et les plus romanisées (évêché de Dol, Est de l’évêché de Saint Malo et Centre de l'évêché de Nantes), la langue bretonne disparu aux alentours des Xe et XIe siècle, XIIe siècle pour le secteur de Saint Malo.
- Dans les zones plus occidentales (Nord de l'évêché de Nantes, Ouest et Sud Est de l’évêché de Saint Malo, est de l'évêché de Saint Brieux, Est de la Brière), le bilinguisme reste la norme jusqu'au XIIIe siècle, la limite orientale du breton se fixant au début du XIVe siècle sur une ligne Pléhérel - Plédéliac - Merdrignac - Gaël - Plélan-le-Grand - Maure - Sixt - Avessac - Missillac - Herbignac - Escoublac.
- Dans le Penthièvre et le Porhoët, le recul du breton se produit entre le XIVe siècle et le XVe siècle.

En 1545, Jean Fonteneau, dans sa Cosmographie, décrit la frontière de Basse-Bretagne partant de Saint-Brieuc pour rejoindre Le Croisic : « De Croisil à Saint-Brieuc, la Basse Bretagne est nation de gens sur soy et n'ont d'amitié à autres nulles nations. Sont gens de grand penne et travail. ». En 1588, le breton accuse déjà un recul considérable, l'historien Bertrand d'Argentré fait partir la frontière des environs de Binic au nord pour rejoindre Guérande au sud avec Loudéac, Josselin et Malestroit pour frontière occidentale.
En 1806, Napoléon avait ordonné une enquête sur ce sujet, qui fut menée par Charles Coquebert de Montbret. La limite linguistique était alors plus à l’ouest : on parlait breton à Saint-Caradec, Questembert, Pénestin, Camoël,  Férel, Péaule, Bourg-de-Batz (Batz-sur-Mer) et dans une partie non définie de la presqu'île guérandaise à partir des « salines d’Herbignac » ; comme il n'y a pas de salines à Herbignac (commune située dans les marais de Brière), l'auteur parle certainement du canton qui comprend la commune d'Assérac, si l'on descend la frontière linguistique jusqu'au marais salants d'Assérac, c'est toute la commune qui était bretonnante (Pénestin, Camoël et Assérac sont issus du démembrement de la paroisse primitive d'Assérac). Il est regrettable que l'étude de Coquebert de Montbret n'ait pas porté sur le département de Loire-Inférieure. En 1886, Paul Sébillot trace une ligne relativement identique partant de Plouha  (Côtes-du-Nord, à l'époque) pour atteindre Batz-sur-Mer, reculant ainsi de quelques kilomètres seulement depuis les données d'Argentré. En 1952, Francis Gourvil situait cette frontière le long d'une ligne allant de Plouha à l'embouchure de la rivière de Pénerf (Morbihan).
Définie en 1980, la limite linguistique actuelle se dessine ainsi : elle part à l'ouest de Plouha et au sud de Paimpol, dans les Côtes-d'Armor, passe ensuite par Châtelaudren, Corlay, Locminé et se termine dans la presqu'île de Rhuys, dans le Morbihan. Sa frontière la plus orientale serait la commune de Sulniac, où quelques locuteurs naturels âgés sont encore en vie.

## La rupture entre villes, côtes et campagne
Il est également important de noter que le breton n'est plus guère employé naturellement dans les grands centres urbains depuis plus de 150 ans. Si l'exode rural a toujours apporté des bretonnants dans les villes ou leurs proches banlieues, la « langue de la ville » est résolument le français. Dans son livre Le Cheval d'orgueil, Pierre-Jakez Hélias décrit bien cette rupture entre ville et campagnes à la veille de la Première Guerre mondiale. Jean-Marie Déguignet signale également que la grande bourgeoisie s'exprime exclusivement en français dès le début du XIXe siècle, voire avant.
La paysannerie parle breton au quotidien et reste majoritairement monolingue jusqu'à la Seconde Guerre mondiale. La langue transmise aux enfants reste le breton jusqu'à la fin des années 1940, voire plus tardivement dans certaines zones plus isolées et agricoles. En revanche, la bourgeoisie et les citadins des grandes villes parlent français et comprennent de moins en moins le breton. Cela est d'autant plus vrai dans les villes de garnisons, telles que Brest ou Lorient. Plus généralement, on note que la langue des grandes villes et des bourgs est le français à la veille de la Seconde Guerre mondiale, alors que les campagnes gardent le breton. Dans une commune telle que Locronan, les enfants du bourg parlent français dès les années 1930, quand ceux des fermes alentour ne le comprennent pas.
Au cours du XXe siècle, le phénomène de recul de la langue bretonne est double : la frontière linguistique avance vers l'Ouest et le français gagne du terrain aux abords des grands centres urbains. Il passe ensuite progressivement aux villes moyennes, puis aux bourgs pour finir par les campagnes, où, désormais, tous les bretonnants maîtrisent et parlent le français. Certains « pays » ont cependant gardé plus longtemps la langue bretonne en tant que langue de communication, en raison de leur isolement, de l'absence de grands pôles urbains ou d'une économie agricole – le breton restant la langue première de la paysannerie jusqu'aux années 1980. C'est par exemple le cas du Trégor, du Pays Pourlet, de la Haute-Cornouaille ou encore de l'île de Sein.
Les côtes ont également subi un passage plus rapide à la langue française, notamment près des stations balnéaires ou dans les communes où les résidences secondaires ont remplacé les résidences permanentes au cours des années 1960. Des exceptions existent pour les paroisses restées tournées vers l'agriculture, telles que Plougastel-Daoulas. La langue des pêcheurs est également restée le breton jusqu'aux années 1980.

## Explications du glissement de la frontière

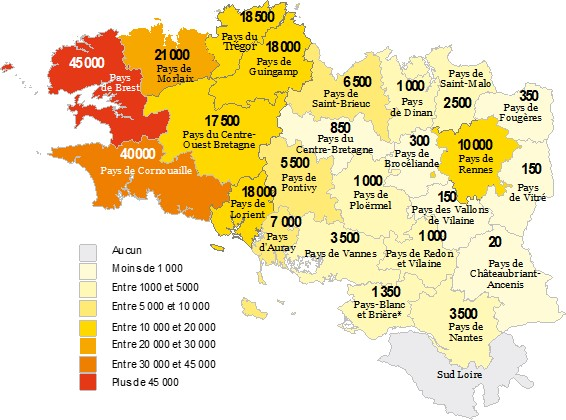
Distribution relative des brittophones par Pays, d'après le sondage TMO-CR Bretagne et données enseignement de l'Office public de la langue bretonne en 2018.

À la fin de l’Empire romain, les Bretons insulaires, fuyant les invasions irlandaise et anglo-saxonne de l’île de Bretagne, s’installent dans l’Ouest de l’Armorique, où ils importent une langue celtique.
Selon Erwan Valérie, cette partie de l'Armorique est alors coupée en deux d'un point de vue linguistique. A l'ouest d'une ligne Trieux-Laïta, la population autochtone semble majoritairement gauloisante, tandis qu'à l'est de cette ligne, le territoire est largement romanisé. Le gaulois s'est fondu rapidement dans le breton, mais à l'est, la majorité du peuple a conservé la langue romane durant plusieurs siècles. Par la suite, le français s'implante de manière simultanée, via les élites médiévales, en zone romane comme en zone bretonne.
Carrefour de voies romaines, Rennes influence les villes bretonnantes de l'Ouest qui francisent à leur tour, les campagnes avoisinantes. Le recul est d'ailleurs plus rapide dans le Nord de la Bretagne, vers Saint-Brieuc, que dans le Sud, vers Vannes.
L’installation de la cour des ducs de Bretagne à Nantes facilite la francisation des élites. Dès la fin du XIIIe siècle et bien avant la réunion du duché de Bretagne au royaume de France, l'administration ducale abandonna le latin au profit du français, sans passer par le breton. Jusqu'au XIIIe siècle, les actes administratifs et juridiques sont rédigés en latin, puis le français concurrence le latin dans les actes de la chancellerie avant de le remplacer définitivement,. L'historien Jean Kerhervé affirme n'avoir jamais retrouvé, au cours de ses dépouillements d'archives, un quelconque document financier en breton.
On ne sait si les derniers ducs connaissaient au moins des rudiments de la langue bretonne. Leurs efforts de centralisation s'appuyèrent sur l'utilisation du français. Ainsi, Charles de Blois (1341-1364) devait-il recourir aux services d'un interprète lorsqu'il devait s'adresser à ses sujets de Basse-Bretagne.
Toute l’attention des ducs de Bretagne est d’ailleurs tournée vers l’Anjou et le Maine, où ils cherchent à étendre leur domaine, plutôt que vers l’Ouest. De sorte qu’au XVIe siècle, le recul du breton en faveur du gallo et du français est déjà bien établi le long d’une ligne allant de Binic à Guérande.
Ce recul multiséculaire du breton se poursuivra très progressivement jusqu’au basculement de la Basse-Bretagne vers le français dans les années 1950-1960.